# Serra dels Clots
La Serra dels Clots és una serra situada als municipis de les Piles de Gaià i Pontils (Conca de Barberà), amb una elevació màxima de 860 metres.